# Jaroslav Procházka (1897)
Jaroslav Procházka (26. června 1897 Plzeň – 7. srpna 1980 Praha) byl český právník (JUDr.), profesor a rektor Univerzity Karlovy, osvětový důstojník, armádní generál a náčelník Generálního štábu Československé armády, komunistický publicista a překladatel, člen korespondent ČSAV, bratr Vladimíra Procházky.

## Život
Byl československým legionářem v Rusku a Francii. Od roku 1921 psal o politických tématech. Od roku 1925 byl členem Komunistické strany Československa (KSČ), v letech 1945–1952 pak i členem ÚV KSČ. Od roku 1931 pobýval v Sovětském svazu, kde překládal díla Karla Marxe a V. I. Lenina do češtiny. Od té doby až do roku 1945 byl také členem Všesvazové komunistické strany (bolševiků) [VKS(b)]. Během druhé války využil svých zkušeností jako osvětový důstojník v československých vojenských jednotkách na východní frontě. Ve své kariéře pokračoval po válce na ministerstvu národní obrany, kde byl od roku 1945 náčelníkem Hlavní správy výchovy a osvěty. O tři roky později se stal politicko-právním poradcem ministra, tehdy armádního generála Ludvíka Svobody, kterého však vůči vedení KSČ ostře kritizoval. V hodnosti generála byl pak mezi lety 1950–1952 náčelníkem generálního štábu Československé lidové armády. Jakožto vysoký vojenský činitel se významně zasazoval za reorganizaci čs. armády po vzoru Rudé armády, později Sovětské armády. Nejspíše měl také podíl na odsouzení generála Heliodora Píky k trestu smrti.
V roce 1952 opustil aktivní vojenskou službu a byl jmenován profesorem Vysoké školy politických a hospodářských věd a Univerzity Karlovy (UK) v Praze. Jeho obory byly dějiny Komunistické strany Sovětského svazu (KSSS), mezinárodního dělnického hnutí a dějiny československých jednotek za druhé světové války. V letech 1958–1966 byl rektorem UK.

## Pocty
V roce 1962 byl jmenován členem korespondentem ČSAV, v roce 1963 mu byl udělen Řád republiky. Vedle toho byl držitel několika dalších vojenských zahraničních řádů.

## Vyznamenání
- Československý válečný kříž 1939
- Československá medaile za zásluhy, I. stupeň
- Pamětní medaile československé armády v zahraničí se štítkem SSSR
- Medaile Za vítězství nad Německem 1941–1945[3] (SSSR)
- Řád práce, č. matriky 849, 1957
- Řád republiky, č. matriky 429, 1963

## Dílo
- Seznam děl v Souborném katalogu ČR, jejichž autorem nebo tématem je Jaroslav Procházka (1897)

### Překlady
- Dějiny všesvazové komunistické strany (bolševiků). Praha: Svoboda, 1945. 342 s.